# Orlando Mena
José Orlando Mena Delgado (Las Vueltas, Chalatenango, 17 de marzo de 1959) es un político e ingeniero agrónomo salvadoreño. Fue el alcalde de la ciudad de Santa Ana, en el occidente de El Salvador, de 2000 a 2009.
En 1979, recibió el título de Bachiller Agrícola. Ese mismo año comenzó a laborar como Perito valuador en el Ministerio de Hacienda. Mientras laboraba en el gobierno, fue uno de los dirigentes de la Asociación General de Empleados de ese Ministerio (AGEMHA) desde 1986. Debido a conflictos internos, abandonó esa asociación en 1992 y fue uno de los fundadores del Sindicato de Empleados del Ministerio de Hacienda. También militó en organizaciones políticas de izquierda, primero en el Movimiento Estudiantil Revolucionario Salvadoreño (MERS), una organización de masas vinculada al Frente Farabundo Martí para la Liberación Nacional (FMLN) que entonces era un grupo político militar, y luego en el Partido Comunista Salvadoreño al que se afilió en 1986. 
En 1992, Mena se adhirió al FMLN cuando este se transformó en un partido político legal en 1992, luego de los Acuerdos de Paz de Chapultepec. Ese año se graduó como Ingeniero Agrónomo en la Universidad Católica de El Salvador. En las elecciones legislativas de 1997, compitió sin éxito como candidato a diputado por el departamento de Santa Ana. En los comicios del 12 de marzo de 2000 fue elegido Alcalde Municipal de Santa Ana, con el respaldo del FMLN. Fue reelegido en 2003. En 2005 debido a diferencias con las autoridades de ese partido, Mena anunció que buscaría la reelección como independiente. Tras lograr un acuerdo con el Partido Demócrata Cristiano (PDC) Mena se presentó como candidato de esa fuerza política y fue reelecto para un tercer período municipal, el 12 de marzo de 2006. En enero de 2007, Mena anunció junto con el alcalde Will Salgado de San Miguel, la conformación de "Líderes por el Cambio", una plataforma que serviría de base para su futura candidatura presidencial. En las elecciones para alcaldes de 2009, su partido perdió ante el FMLN.